# Canthigaster inframacula
Canthigaster inframacula är en fiskart som beskrevs av Allen och Randall 1977. Canthigaster inframacula ingår i släktet Canthigaster och familjen blåsfiskar. IUCN kategoriserar arten globalt som livskraftig. Inga underarter finns listade.